# Michael Hitchcock
Pour les articles homonymes, voir Hitchcock (homonymie).
Michael Hitchcock est un acteur, scénariste et producteur de télévision américain, né le 28 juillet 1958 à Defiance, Ohio (États-Unis).

## Filmographie

### Acteur
- 1993 : The Making of '...And God Spoke' : Bob / A.D
- 1996 : Shooting Lily : Mark
- 1996 : Parents secours (en) (House Arrest) : Cop
- 1996 : Waiting for Guffman : Steve Stark, Councilman
- 1999 : Comme un voleur (Thick as Thieves) de Scott Sanders : Maloney
- 1999 : Happy, Texas : Steven, Pagent Professional
- 1999 : Can't Stop Dancing : Eddie
- 1999 : Dill Scallion : Rusty Bob
- 2000 : Bêtes de scène (Best in Show), de Christopher Guest : Hamilton Swan
- 2001 : Sol Goode : Job Placement Officer
- 2001 : Beautés empoisonnées (Heartbreakers) : Dr Arnold Davis
- 2002 : Chewing-gum et Cornemuse (Life Without Dick) : Religious Guy
- 2002 : Bug : Craig Johnston
- 2002 : En eaux troubles (The Badge) de Robby Henson : Luna
- 2003 : Soul Mates : Doctor 1
- 2003 : A Mighty Wind, titre québécois Les Grandes Retrouvailles) de Christopher Guest : Lawrence E. Turpin
- 2003 : On the Spot (série TV) : The Professor
- 2004 : Greener Mountains : Randall
- 2004 : Pilot Season (feuilleton TV) : Karen's Roommate
- 2005 : Desperate Housewives : Un avocat
- 2005 : Pretty Persuasion : Headmaster Charles Meyer
- 2005 : Serenity : Dr Mathias
- 2006 : Danny Roane : First Time Director : John Imbagliado
- 2009 à 2010 : La Vie de croisière de Zack et Cody : Mr Blanket
- 2009 : Glee : Dalton Rumba
- 2010 : Operation Endgame : Neal
- 2010 : For Christ's Sake de Jackson Douglas
- 2010 : United States of Tara : Ted Mayo
- 2011 : Mes meilleures amies (Bridesmaids) : Don
- 2011 : Super 8 : Adjoint Rosko
- 2012 : The New Normal : Gary
- 2018 : Crazy Ex-Girlfriend : Bert Buttenweiser
- 2024 : Jackpot de Paul Feig
- 2024 : Nobody Wants This : Henry

### Scénariste
- 1992 : Break Out (Where the Day Takes You)
- 1995 : Méchant garnement (Problem Child 3: Junior in Love) (TV)
- 1996 : Parents secours (House Arrest)
- 2011 - 2012 : Glee : Mash-off, Big Brother